# Winston Duke

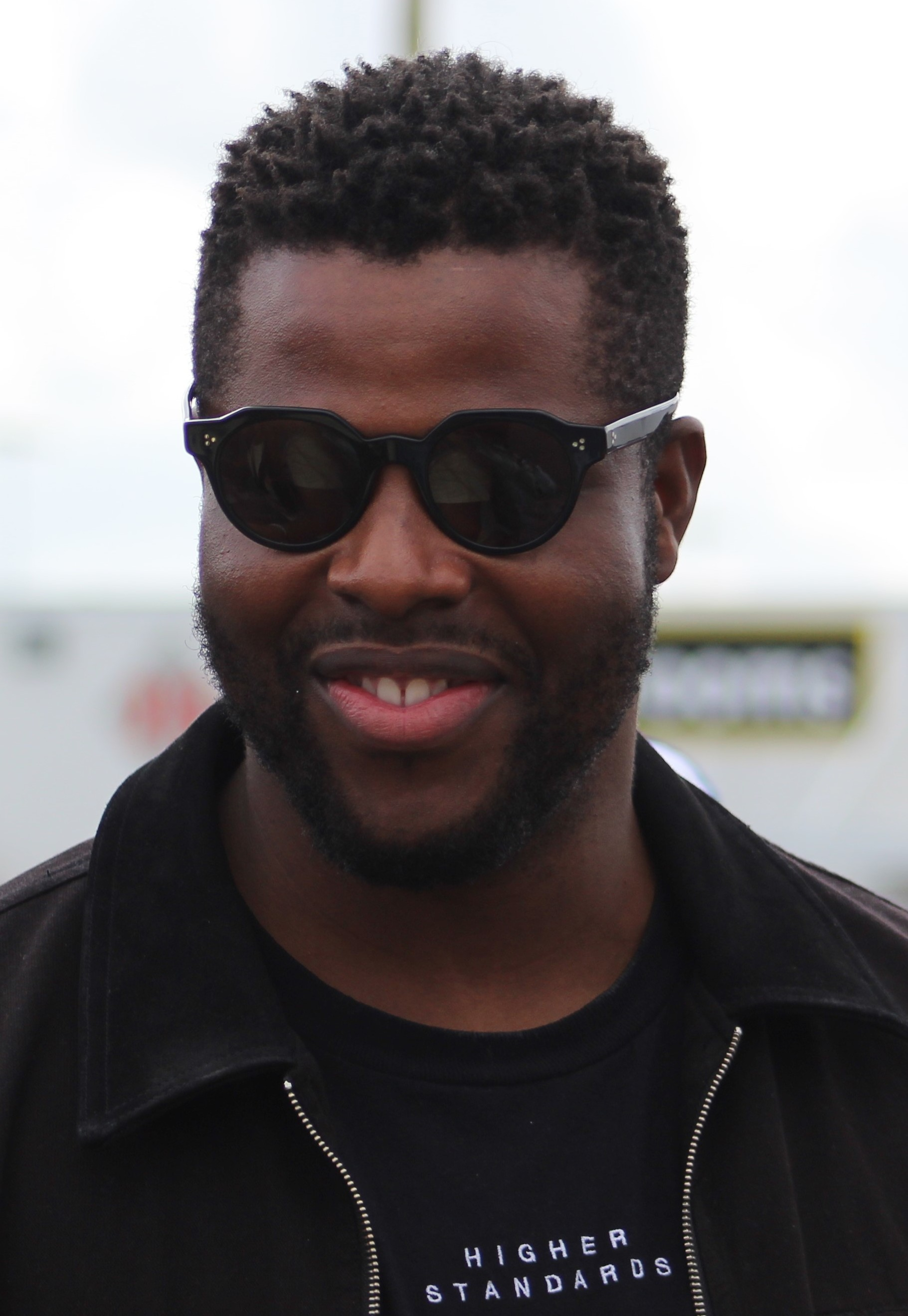
Winston Duke (2020)

Winston Duke (ur. 15 listopada 1986 na wyspie Tobago) – amerykański aktor, który wystąpił m.in. w filmach Czarna Pantera,  Avengers: Wojna bez granic i To my.
Ma się pojawić w jednej z głównych ról w filmie akcji Dana Caseya o tytule Heroine, a także w filmie Marked Man.

## Filmografia

### Filmy
| Rok  | Tytuł                                | Rola        | Reżyser             | Uwagi |
| ---- | ------------------------------------ | ----------- | ------------------- | ----- |
| 2018 | Czarna Pantera                       | M’Baku      | Ryan Coogler        |       |
| 2018 | Avengers: Wojna bez granic           | M’Baku      | Anthony i Joe Russo |       |
| 2019 | To my                                | Gabe Wilson | Jordan Peele        |       |
| 2019 | Avengers: Koniec gry                 | M’Baku      | Anthony i Joe Russo |       |
| 2020 | Nine Days                            | Will        | Edson Oda           |       |
| 2020 | Śledztwo Spensera                    | Hawk        | Peter Berg          |       |
| 2022 | Czarna Pantera: Wakanda w moim sercu | M’Baku      | Ryan Coogler        |       |

### Telewizja
| Rok       | Tytuł                              | Rola                  | Uwagi     |
| --------- | ---------------------------------- | --------------------- | --------- |
| 2014      | Prawo i porządek: sekcja specjalna | Cedric Jones          | 1 odcinek |
| 2014–2015 | Impersonalni                       | Dominic Besson / Mini | 7 odc.    |
| 2015      | Posłańcy                           | Zahir Zakaria         | 3 odc.    |
| 2015      | Mroczne zagadki Los Angeles        | Curtis Turner         | 1 odc.    |
| 2016      | Współczesna rodzina                | Dwight                | 3 odc.    |